# جون كاربيني
جون كاربيني (بالإنجليزية: Giovanni da Pian del Carpine)‏ (تُوفي عام 1252م) كان دبلوماسيًا ومستكشفًا إيطاليًا.

## طالع أيضًا
- قائمة المستكشفين